# Sechshelden
Sechshelden ist ein Stadtteil der Stadt Haiger im mittelhessischen Lahn-Dill-Kreis.

## Geographische Lage
Sechshelden liegt 272 m über NN, am östlichen Rande des Westerwaldes im engen Tal der Dill, die von der hessisch-westfälischen Landesgrenze bis nach Wetzlar in die Lahn fließt.
Drei Kilometer östlich von Sechshelden liegt Dillenburg, im Süden hinter dem Berg Klangstein liegt das zu Dillenburg gehörende Dorf Donsbach und im Norden, ebenfalls zu Dillenburg gehörend, Manderbach.

## Geschichte

### Historische Namensformen
In erhaltenen Urkunden wurde Sechshelden unter den folgenden Ortsnamen erwähnt (jeweils mit dem Jahr der Erwähnung):
- 1332 Sechisheldin
- 1371 Sexhelden
- 1462 Sexelden
- 1548 Sexellen
- 1585 Sechßhelder
- 1607 Heller
- 1608 VI Heller
- 1613 Sexhelder
- 1816 Sechsheller

### Ortsgeschichte
Bekanntermaßen erfolgte die älteste Erwähnung von Sechsheldens am 1. November 1371. Sie findet sich im Urkundenbuch der Stadt Wetzlar.
Im Jahre 1916 wurde der Bahnhof Sechshelden eröffnet, womit Sechshelden direkten Anschluss an die 1862 eröffnete Dill-Strecke Köln–Deutz hatte. Noch heute ist er ein Haltepunkt für die Hellertalbahn Betzdorf–Dillenburg und die Dreiländerbahn Au (Sieg)–Siegen–Dillenburg. Durch Umsteigen in Dillenburg, Gießen bzw. Siegen ist das Erreichen der Ballungszentren Frankfurt bzw. Köln und Ruhr problemlos möglich.
Seit Ende der 1960er Jahre wird der Ort durch die Talbrücke Sechshelden als längste Brücke der Sauerlandlinie Bundesautobahn 45 teilweise überspannt.
Ehemalige Bergwerke
Siehe Liste von Bergwerken in Haiger
Hessische Gebietsreform (1970–1977)
Im Zuge der Gebietsreform in Hessen wurde die bis dahin selbständige Gemeinde Sechshelden am 1. Januar 1977 durch das Gesetz zur Neugliederung des Dillkreises, der Landkreise Gießen und Wetzlar und der Stadt Gießen in die Stadt Haiger eingegliedert. Ein Ortsbezirk nach der Hessischen Gemeindeordnung wurde für Sechshelden nicht errichtet.

### Verwaltungsgeschichte im Überblick
Die folgende Liste zeigt die Herrschaftsgebiete und Staaten, in denen Sechshelden lag, bzw. die Verwaltungseinheiten, denen es unterstand:
- vor 1739: Heiliges Römisches Reich, Grafschaft/Fürstentum Nassau-Dillenburg, Amt Dillenburg mit Gericht Haiger
- ab 1739: Heiliges Römisches Reich, Fürstentum Nassau-Diez, Amt Dillenburg mit Gericht Haiger
- 1806–1813: Großherzogtum Berg, Département Sieg, Arrondissement Dillenburg, Kanton Dillenburg
- 1813–1815: Fürstentum Nassau-Oranien, Amt Dillenburg mit Gericht Haiger
- ab 1816: Herzogtum Nassau[Anm. 1], Amt Dillenburg
- ab 1849: Herzogtum Nassau, Kreisamt Herborn[Anm. 2]
- ab 1854: Herzogtum Nassau, Amt Dillenburg
- ab 1867: Norddeutscher Bund[Anm. 3], Königreich Preußen, Provinz Hessen-Nassau, Regierungsbezirk Wiesbaden, Dillkreis[Anm. 4]
- ab 1871: Deutsches Reich, Königreich Preußen, Provinz Hessen-Nassau, Regierungsbezirk Wiesbaden, Dillkreis
- ab 1918: Deutsches Reich, Freistaat Preußen, Provinz Hessen-Nassau, Regierungsbezirk Wiesbaden, Dillkreis
- ab 1932: Deutsches Reich, Freistaat Preußen, Provinz Hessen-Nassau, Regierungsbezirk Wiesbaden, Landkreis Dillenburg
- ab 1933: Deutsches Reich, Freistaat Preußen, Provinz Hessen-Nassau, Regierungsbezirk Wiesbaden, Dillkreis
- ab 1944: Deutsches Reich, Freistaat Preußen, Provinz Nassau, Dillkreis
- ab 1945: Amerikanische Besatzungszone, Groß-Hessen, Regierungsbezirk Wiesbaden, Dillkreis
- ab 1946: Amerikanische Besatzungszone, Hessen, Regierungsbezirk Wiesbaden, Dillkreis
- ab 1949: Bundesrepublik Deutschland, Hessen, Regierungsbezirk Wiesbaden, Dillkreis
- ab 1968: Bundesrepublik Deutschland, Land Hessen, Regierungsbezirk Darmstadt, Dillkreis
- ab 1977: Bundesrepublik Deutschland, Land Hessen, Regierungsbezirk Darmstadt, Lahn-Dill-Kreis[Anm. 5]
- ab 1981: Bundesrepublik Deutschland, Land Hessen, Regierungsbezirk Gießen, Lahn-Dill-Kreis. Stadt Haiger

### Bevölkerung
Einwohnerstruktur 2011
Nach den Erhebungen des Zensus 2011 lebten am Stichtag dem 9. Mai 2011 in Sechshelden 1650 Einwohner. Darunter waren 150 (9,1 %) Ausländer. Nach dem Lebensalter waren 294 Einwohner unter 18 Jahren, 738 zwischen 18 und 49, 306 zwischen 50 und 64 und 312 Einwohner waren älter.
Die Einwohner lebten in 669 Haushalten. Davon waren 180 Singlehaushalte, 186 Paare ohne Kinder und 249 Paare mit Kindern, sowie 39 Alleinerziehende und 12 Wohngemeinschaften. In 141 Haushalten lebten ausschließlich Senioren und in 441 Haushaltungen lebten keine Senioren.
Einwohnerentwicklung
| Sechshelden: Einwohnerzahlen von 1834 bis 2017 | Sechshelden: Einwohnerzahlen von 1834 bis 2017 | Sechshelden: Einwohnerzahlen von 1834 bis 2017 | Sechshelden: Einwohnerzahlen von 1834 bis 2017 | Sechshelden: Einwohnerzahlen von 1834 bis 2017 |
| --- | ---------------------------------------------- | ---------------------------------------------- | ---------------------------------------------- | ---------------------------------------------- |
| Jahr |                                                |                                                |                                                | Einwohner                                      |
| 1834 | 1834                                           |                                                | 521                                            | 521                                            |
| 1840 | 1840                                           |                                                | 526                                            | 526                                            |
| 1846 | 1846                                           |                                                | 536                                            | 536                                            |
| 1852 | 1852                                           |                                                | 532                                            | 532                                            |
| 1858 | 1858                                           |                                                | 543                                            | 543                                            |
| 1864 | 1864                                           |                                                | 566                                            | 566                                            |
| 1871 | 1871                                           |                                                | 621                                            | 621                                            |
| 1875 | 1875                                           |                                                | 541                                            | 541                                            |
| 1885 | 1885                                           |                                                | 655                                            | 655                                            |
| 1895 | 1895                                           |                                                | 704                                            | 704                                            |
| 1905 | 1905                                           |                                                | 771                                            | 771                                            |
| 1910 | 1910                                           |                                                | 813                                            | 813                                            |
| 1925 | 1925                                           |                                                | 884                                            | 884                                            |
| 1939 | 1939                                           |                                                | 1.039                                          | 1.039                                          |
| 1946 | 1946                                           |                                                | 1.378                                          | 1.378                                          |
| 1950 | 1950                                           |                                                | 1.445                                          | 1.445                                          |
| 1956 | 1956                                           |                                                | 1.478                                          | 1.478                                          |
| 1961 | 1961                                           |                                                | 1.512                                          | 1.512                                          |
| 1967 | 1967                                           |                                                | 1.766                                          | 1.766                                          |
| 1970 | 1970                                           |                                                | 1.833                                          | 1.833                                          |
| 1985 | 1985                                           |                                                | ?                                              | ?                                              |
| 1995 | 1995                                           |                                                | ?                                              | ?                                              |
| 2005 | 2005                                           |                                                | 1.766                                          | 1.766                                          |
| 2011 | 2011                                           |                                                | 1.650                                          | 1.650                                          |
| 2017 | 2017                                           |                                                | 1.556                                          | 1.556                                          |
| Datenquelle: Historisches Gemeindeverzeichnis für Hessen: Die Bevölkerung der Gemeinden 1834 bis 1967. Wiesbaden: Hessisches Statistisches Landesamt, 1968. Weitere Quellen: LAGIS; nach 1970: Stadt Haiger; Zensus 2011 |                                                |                                                |                                                |                                                |

Religionszugehörigkeit
| • 1885: | 0623 evangelische (= 95,11 %), 17 katholische (= 2,60 %) und 15 andere (= 2,29 %) Christen        |
| • 1961: | 1276 evangelische (= 84,39 %) und 175 katholische (= 11,57 %) Einwohner                           |
| • 2005: | 1123 evangelische (= 72,17 %), 217 katholische (= 12,95 %) und 502 sonstige (= 32,26 %) Einwohner |
| • 2017: | 846 evangelische (= 54,37 %), 204 katholische (= 13,11 %) und 506 sonstige (= 32,52 %) Einwohner  |

## Kultur und Sehenswürdigkeiten

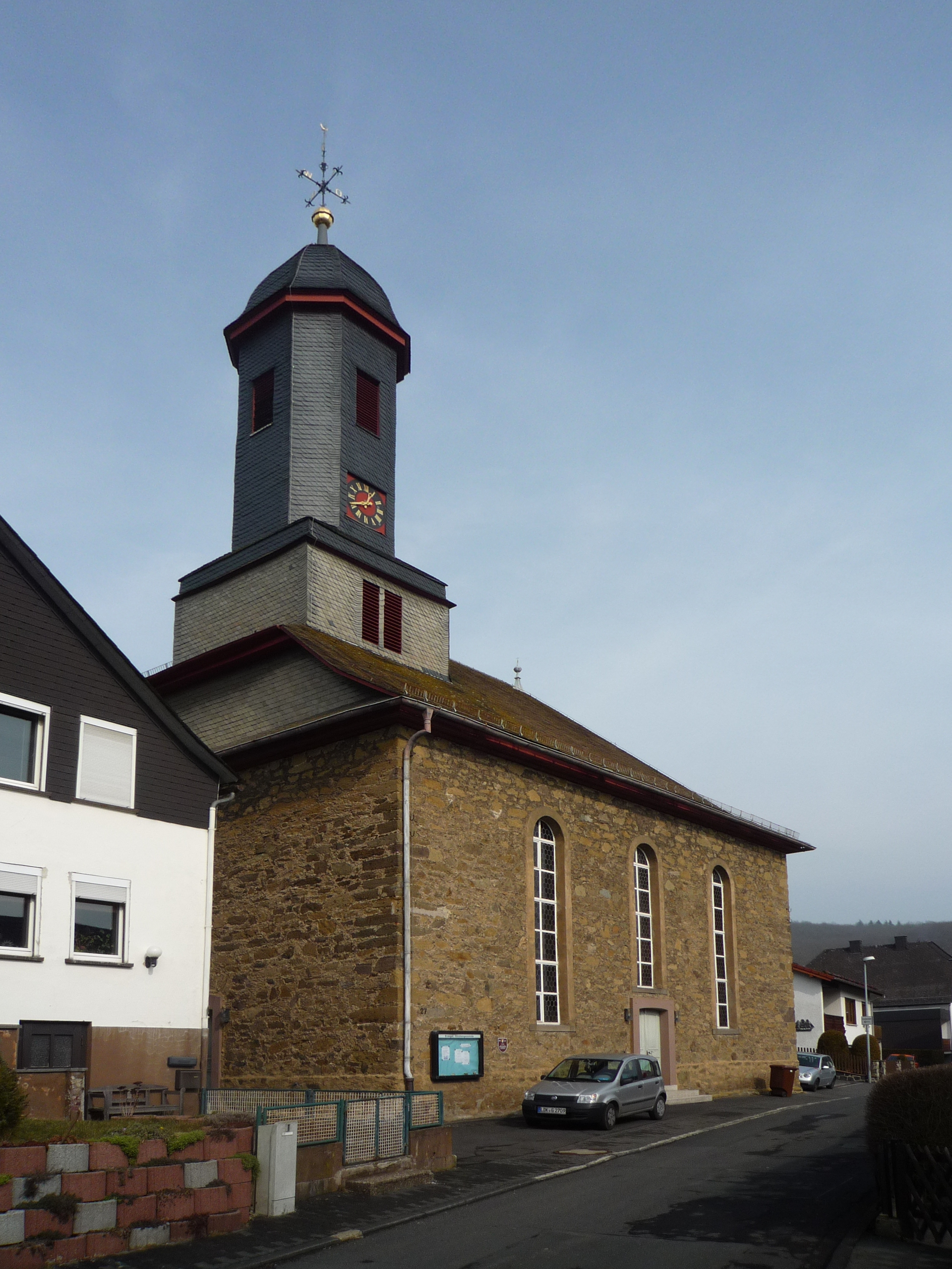
Evangelische Kirche Sechshelden

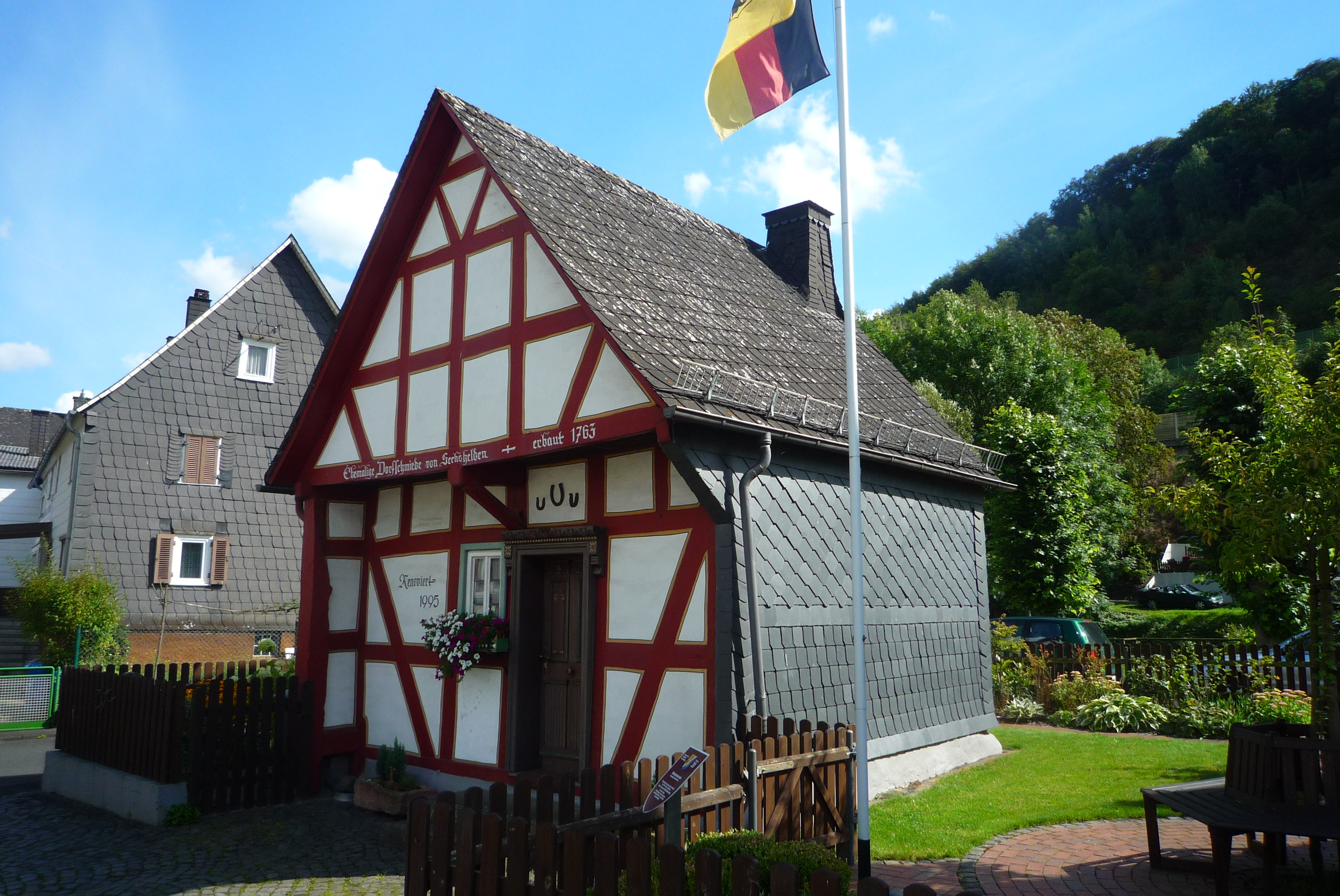
Schmiede (beherbergt das Heimatmuseum)

### Bauwerke
- Heimatmuseum im Dorfkern an der Dill.
- Dorfkirche, in den Jahren 1803–1805 als Reformierte Kirche erbaut.
- Mühle von 1554
- Alte Mühle von 1612
- Neue Mühle (Farbmühle) von 1726
- Neue Mühle (Raabs Mühle) von 1850

### Dorferneuerung
Sechshelden wurde im Jahr 2000 in das hessische Dorferneuerungsprogramm aufgenommen. Mit dessen Hilfe sollen öffentliche Investitionen in siebenstelliger Höhe in dem neunjährigen Programm durchgeführt werden, wobei über die Hälfte vom Land Hessen beigesteuert wird. Das wichtigste Projekt hierbei ist wohl die Umgestaltung des Dorfgemeinschaftshauses mit Neuanlage eines Dorfplatzes davor, wozu der Dillparkplatz, der Dorfgemeinschaftshaus-Vorplatz und der Parkplatz an der Kreuzgasse zu einer Einheit zusammengefasst wurden. Des Weiteren wurde unter anderem eine Chronik zur Geschichte des Ortes herausgegeben und ein neues Dorf-Logo entwickelt. Gleichzeitig werden aber auch private Bau- und Renovierungsmaßnahmen umfangreich gefördert.

### Naturdenkmäler
Siehe Liste der Naturdenkmäler in Haiger-Sechshelden

## Infrastruktur

### Verkehr

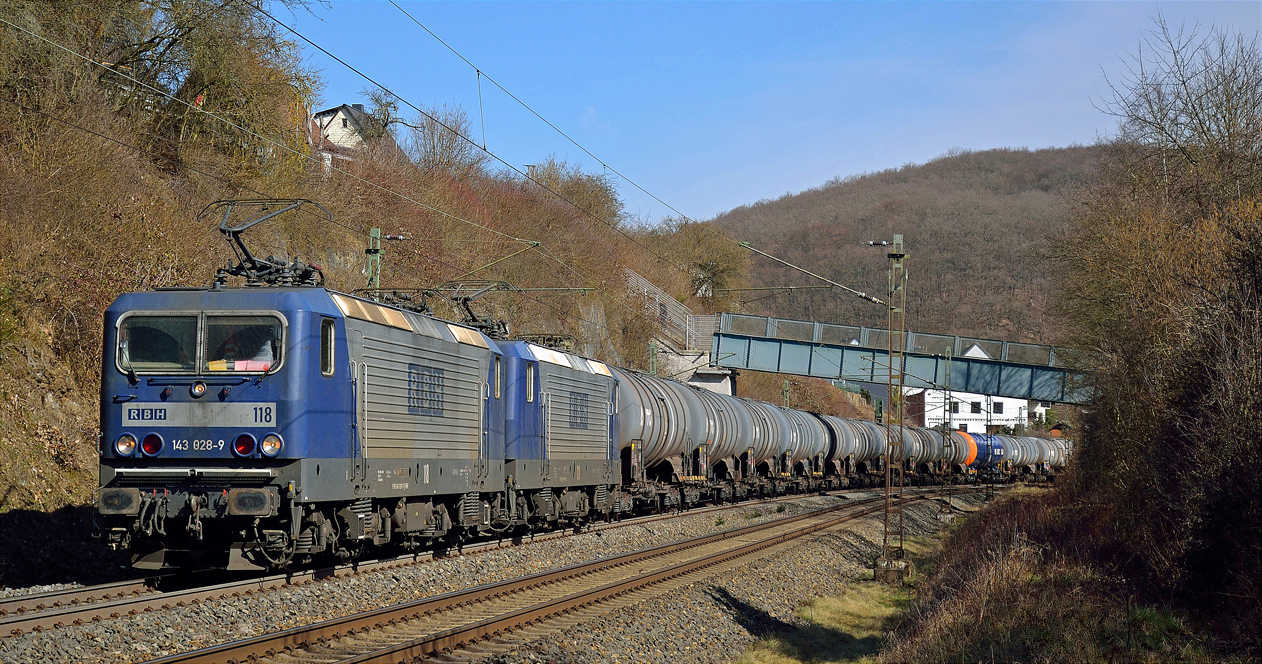
Ein Güterzug von RBH Logistics mit einer Doppeltraktion der Baureihe 143 an der alten Fußgängerbrücke über die Dillstrecke (März 2017)

Neben der direkt an Sechshelden liegenden Autobahnauffahrt zur Bundesautobahn 45, verfügt Sechshelden über vier Bushaltestellen, sowie eine Bahnanbindung. Es besteht ein Haltepunkt an der Dillstrecke.
| Linie | Verlauf | Takt               |
| ----- | --- | ------------------ |
| RB 95 | Sieg-Dill-Bahn: Siegen Hbf – Wilnsdorf-Rudersdorf – Dillbrecht – Rodenbach (Dillkr) – Haiger – Sechshelden – Dillenburg Stand: Fahrplanwechsel Dezember 2021 | 120 min (werktags) |
| RB 96 | Hellertal-Bahn: Betzdorf (Sieg) – Grünebacherhütte – Grünebach Ort – Sassenroth – Königstollen – Herdorf – Struthütten – Altenseelbach – Neunkirchen (Kr Siegen) – Wahlbach (Kr Siegen) – Burbach (Kr Siegen) – Würgendorf (Ort) – Würgendorf – Holzhausen (Kr Siegen) – Niederdresselndorf – Allendorf (Dillkr) – Haiger Obertor – Haiger – Sechshelden – Dillenburg Stand: Fahrplanwechsel Dezember 2021 | 120 min            |
| RE 99 | Main-Sieg-Express: Siegen Hbf – Wilnsdorf-Rudersdorf – Dillbrecht – Rodenbach (Dillkr) – Haiger – Sechshelden – Dillenburg – Herborn (Dillkr) – Wetzlar – Gießen Stand: Fahrplanwechsel Dezember 2021 | 120 min            |

### Proteste gegen den Neubau der Autobahn-Talbrücke

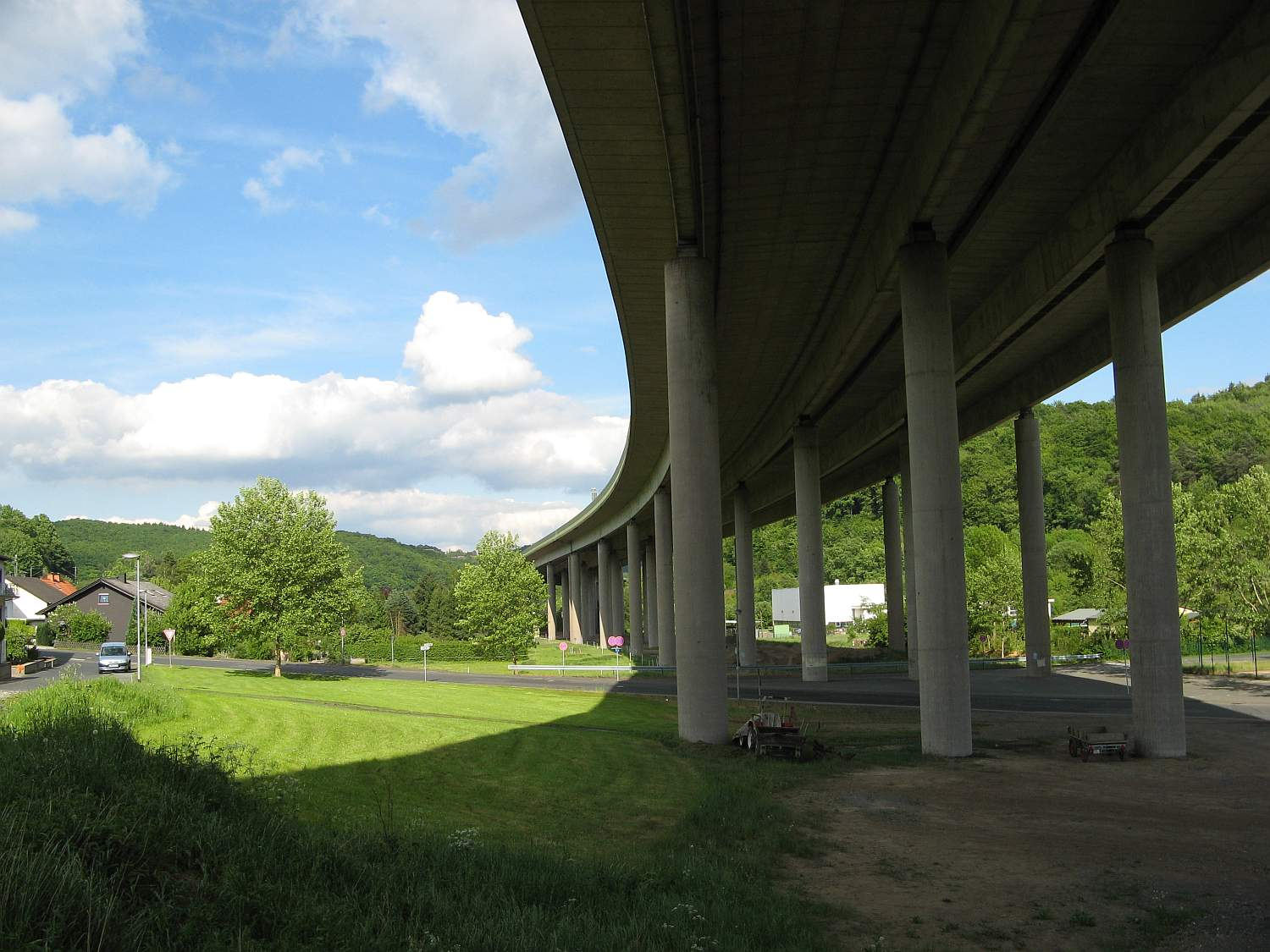
Talbrücke Sechshelden

Seit 1968 überspannt die Autobahnbrücke „Talbrücke Sechshelden“ der Bundesautobahn 45 das Dorf und trennt es in zwei Teile. Da die Brücke den aktuellen Verkehrsbedingungen nicht mehr standhält, muss diese im Jahr 2017 abgerissen werden. Gegen den sechsspurigen Neubau an gleicher Stelle hat sich im Jahr 2010 die Bürgerinitiative „MuT“ (Menschen unter der Talbrücke) gegründet. Die Bürgerinitiative hat bereits Alternativplanungen erarbeitet und befindet sich in Gesprächen mit Haigerer, Wiesbadener und Berliner Politikern.

## Persönlichkeiten
- Heinrich Wilhelm Stoll (1819–1890), deutscher Altphilologe

## Wirtschaft
Bis Anfang 2014 galt der Einbaugerätespezialist Teka als größter Arbeitgeber, zudem sind mehrere kleine Betriebe ansässig. Nach Weggang Tekas im Jahr 2014 wurde das 92.000 m² große Betriebsgelände von dem Heiztechnikunternehmen Oranier aufgekauft.